# Jean Bonnery
Pour les articles homonymes, voir Bonnery.
Jean Bonnery, né en 1887 et décédé en 1969, est un avocat et écrivain français. Il a notamment publié des romans policiers et sentimentaux, ainsi que des récits d'aventures et de science-fiction.

## Œuvre

### Romans policiers
- La Bande des quatre, coll. « Le Roman policier », 1er série, no 145, 1922
- 1-2-3, coll. « Le Roman policier », 2e série, no 9, 1927
- Qui ? Personne !, coll. « Crime et police » no 9, 1933
- Les Morts qui tuent, coll. « Police et Mystère » no 73, 1933
- Le Bandit invisible, coll. « Police et Mystère » no 78, 1933
- X...le coupeur de mains, coll. « Police et Mystère » no 82, 1933
- La Chambre aux pendules, coll. « Police et Mystère » no 142, 1935
- Les Quatre Cartes sanglantes, coll. « Police et Mystère » no 147, 1935
- Le Visage de lumière, coll. « Le Roman policier », 2e série, no 9, 1927, réédition, coll. « Police et Mystère » no 156, 1935
- La Mystérieuse Chambre verte, coll. « Police » no 132, 1935

### Romans d’amours
- L’Abandonnée, coll. « Mon livre favori » no 25, 1926
- Le Secret d’Hélène Varins, coll. « Histoires vraies », 1949

### Autres romans
- Le Cavalier volant, coll. « Voyages et Aventures » no 15, 1933
- La Ville invisible, coll. « Voyages et Aventures » no 20, 1933